# Pfarrhaus Stadl (Vilgertshofen)

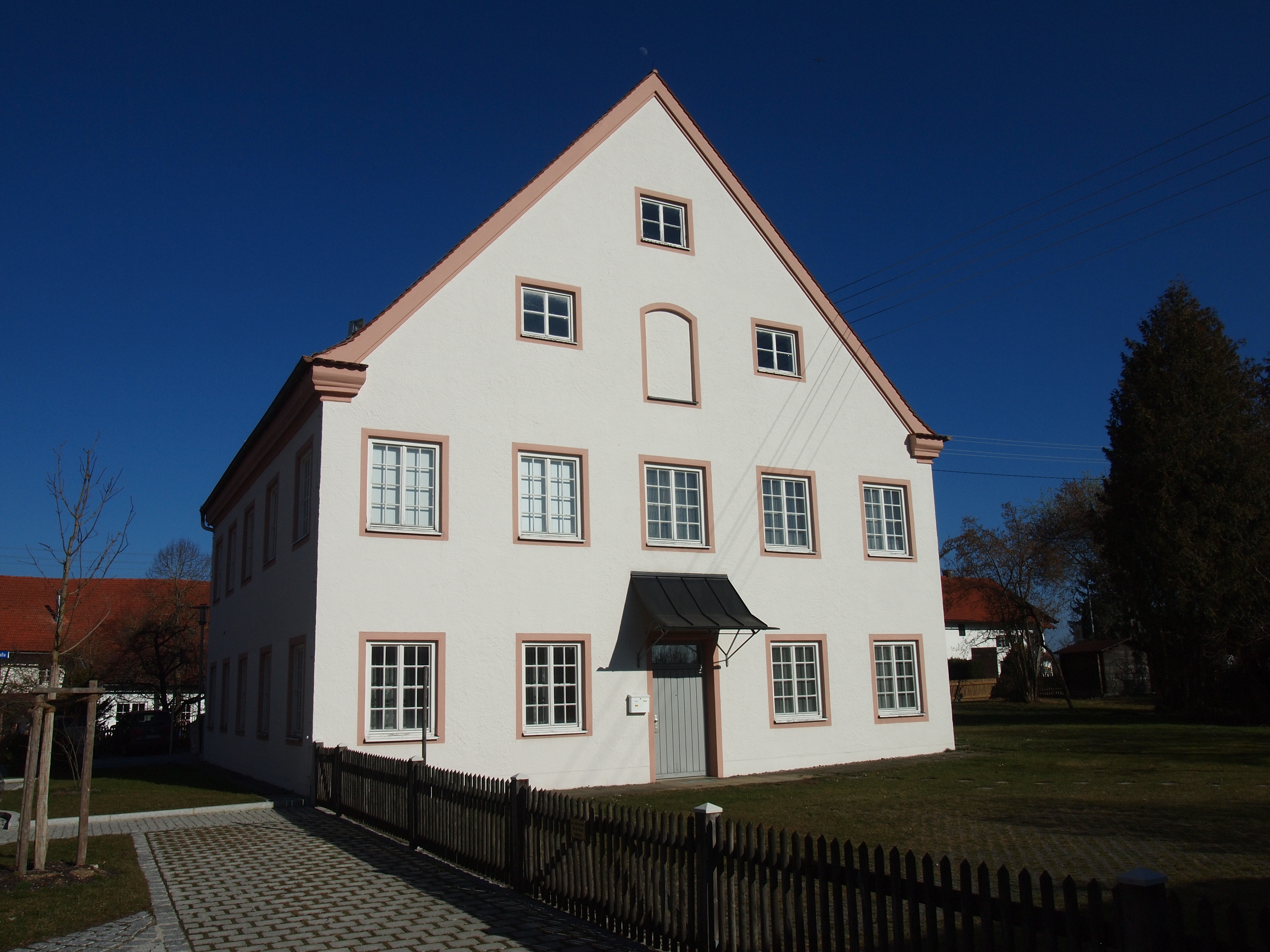
Pfarrhaus in Stadl

Das Pfarrhaus in Stadl, einem Gemeindeteil von Vilgertshofen im oberbayerischen Landkreis Landsberg am Lech, wurde um 1725 errichtet. Das Pfarrhaus mit der Adresse Schmiedberg 1, gegenüber der katholischen Pfarrkirche St. Johannes der Täufer, ist ein geschütztes Baudenkmal.
Der zweigeschossige Satteldachbau auf annähernd quadratischem Grundriss mit verkröpftem Traufgesims besitzt fünf zu fünf Fensterachsen. Er wird durch ein profiliertes, verkröpftes Trauf- und ein schlichtes Giebelgesims gegliedert. Die Gesimse sind wie die Faschen der Fenster und Türen farblich abgesetzt. In den Giebelflächen befinden sich segmentbogige Aufzugsöffnungen und kleine Rechteckfenster.